# Evax pygmaea
Evax pygmaea é uma espécie de planta com flor pertencente à família Asteraceae. 
A autoridade científica da espécie é Brot., tendo sido publicada em Fl. Lusit. 1: 363. 1804.

## Portugal
Trata-se de uma espécie presente no território português, nomeadamente os seguintes táxones infraespecíficos:
- Evax pygmaea subsp. pygmaea - presente em Portugal Continental. Em termos de naturalidade é nativa da região atrás referida. Não se encontra protegida por legislação portuguesa ou da Comunidade Europeia.
- Evax pygmaea subsp. ramosissima - presente em Portugal Continental. Em termos de naturalidade é nativa da região atrás referida. Não se encontra protegida por legislação portuguesa ou da Comunidade Europeia.